# Tillandsia bella
Tillandsia bella là một loài thực vật có hoa trong họ Bromeliaceae. Loài này được Strehl mô tả khoa học đầu tiên năm 2000.